# Ok jezici
Ok jezici skupina papuanskih ok-awyu jezika koji su rašireni na indonezijskom dijelu Nove Gvineje. Prema ranijoj klasifikaciji obuhvaćala je (19.), danas (21.) jezik podijeljenih na 5 užih podskupina. Predstavnici su, viz.:
a. Nizinski (5) Papua Nova Gvineja, Indonezija/Papua: iwur, južni muyu, ninggerum, sjeverni muyu, yonggom.
b. Planinski (9; prije 10) Papua Nova Gvineja, Indonezija/Papua: bimin, faiwol, mian, nakai, setaman, suganga, telefol, tifal, urapmin; isključen ngalum,
c. Zapadni (3) Indonezija/Papua: burumakok, kopkaka, kwer.
d. Tangko. Indonezija/Papua: tangko
e. Ngalum (3) Indonezija/Papua:  komyandaret [kzv], ngalum [szb], tsaukambo [kvz]

## Vanjske poveznice
- Ethnologue (14th)